# 2008 au Bahreïn
Cet article présente les faits marquants de l'année 2008 au Bahreïn.

## Évènements
- Lundi 17 novembre 2008 : Le cheikh Abdulla bin Hamad Al Khalifa, fils aîné du roi de Bahreïn, engage une procédure judiciaire contre la popstar Michael Jackson qui aurait reçu de lui 7,7 millions de dollars contre la promesse de produire un disque, d'écrire une autobiographie et de jouer dans une comédie musicale, ce que le chanteur nie et assure que l'argent reçu était un cadeau[1].

- Mardi 16 décembre 2008 : Deux personnes sont arrêtées pour avoir planifié des attentats à Bahreïn, selon les autorités, et sont accusées de « complot contre la sûreté de l'État ». Il s'agit de deux jeunes hommes de vingt ans originaires des villages chiites de Sanabès et d'Addeh, à l'ouest de Manama qui avaient connu dans le passé des heurts entre militants chiites et policiers.